# Nutricola ovalis
Nutricola ovalis är en musselart som först beskrevs av Dall 1902.  Nutricola ovalis ingår i släktet Nutricola och familjen venusmusslor. Inga underarter finns listade i Catalogue of Life.